# Modriča
Modriča (in serbo Модрича) è un comune della Repubblica Serba di Bosnia ed Erzegovina con 27 799 abitanti al censimento 2013.
Confina con i comuni di Šamac, Derventa e Doboj.
In seguito agli Accordi di Dayton, le località di Jakeš, Pećnik e Modrički Lug formarono il comune di Vukosavlje e vennero inclusi alcuni villaggi della parte occidentale del comune di Gradačac.

## Storia
Il nome Modriča è menzionato in un documento del XIII secolo del re d'Ungheria Bela IV come quello di una sorgente minore che affluisce nella Bosna: "...fons Modricha, ubi cadit in Boznam“. Secondo la tradizione, l'insediamento avrebbe preso nome da questo ruscello montano, oggi noto col nome di Dusa. La parola slava "modrina", blu, sarebbe all'origine del nome "modriča".
Nel villaggio di Dugo Polje, in località Gradina, sono state trovate tracce risalenti al paleolitico, mentre tracce di agricoltori neolitici sono state rinvenute in diverse località, come Kulište nel villaggio Kruskovo Polje, Zdralovo brdo nel villaggio Kladari, località Prljaca, così come nei villaggi Vranjak, Kuznjaca, Skugric, Dugo Polje. Nella località collinare Dobor vi è un sito importante risalente all'età del ferro. Anche tracce di antichi insediamenti slavi si ritrovano in diverse località ricadenti nel comune di Modrica. Nella carta di Kotromanic del 1323 viene menzionata la parrocchia Nenaviste con insediamenti Modrica e Jakes.
La sovranità bosniaca era anticamente esercitata dalla fortezza di Dobor, che fu poi attaccata dagli Ungheresi nel 1393-94 e di nuovo nel 1408, quando 170 boiari bosniaci furono trucidati sui bastioni del forte. In seguito divenne una località di frontiera con i Turchi, che conquistarono Dobor e con essa Modrica nel 1536. Dopo la battaglia di Vienna del 1683 i Turchi furono cacciati, ma nei secoli seguenti furono frequenti i conflitti alla frontiera, le ribellioni, e conseguenti devastazioni e stagnazione economica.
Nel periodo della dominazione Asburgica, nel 1897 Modrica fu inclusa tra le città dell'impero (queste erano soltanto 66 nei territori dell'attuale Bosnia-Erzegovina). 
Nella seconda metà del XIX secolo le condizioni dei villaggi gradualmente migliorarono. Nel decennio 1929-39, Modriča fu parte della Banovina di Vrbas mentre negli anni 1939-41 della Banovina di Croazia nel regno della Jugoslavia.